# Lamberto Orlandi
Lamberto Orlandi (Pisa, ... – ...; fl. XI secolo) è stato un ammiraglio italiano.

## Biografia
Lamberto Orlandi nacque nei pressi di Pisa dalla famiglia nobiliare degli Orlandi. Da giovane come da adulto è descritto come un uomo chiarissimo in guerra ed in pace.
Nel 1025, il vescovo di Pisa conferì a Lamberto il bastone e l'insegna del generalato all'interno della chiesa di San Giorgio.
Nel 1030, Lamberto guidò la flotta pisana alla conquista di Cartagine (odierna Tunisi), dopo numerose perdite la città capitolò.
Nel 1033, Lamberto conquistò con successo la città di Bona (odierna Annaba) e Ustica, sconfiggendo i saraceni e liberando numerosi ostaggi.
A Lamberto è dedicata tutt'oggi una via a Marina di Pisa.